# Port lotniczy Crown Point
Port lotniczy Crown Point – port lotniczy zlokalizowany w mieście Scarborough, na wyspie Tobago (karaibskie państwo Trynidad i Tobago).

## Linie lotnicze i połączenia
- British Airways (Antigua, London-Gatwick)
- Caribbean Airlines (Port of Spain, Barbados)
- Condor Airlines (Frankfurt)
- Delta Air Lines (Atlanta)
- LIAT (Barbados, Grenada)
- Monarch Airlines (London-Gatwick)
- Virgin Atlantic (Grenada, London-Gatwick)